# إريك بونيفاس
إريك بونيفاس (بالفرنسية: Éric Boniface)‏ هو لاعب كرة قدم فرنسي في مركز الدفاع، ولد في 2 نوفمبر 1969 في باريس في فرنسا. لعب مع ستاد ريمس ونادي سوشو ونادي غويونيون ونادي لوهان كويسو.

## وصلات خارجية
- إريك بونيفاس على موقع قاعدة بيانات كرة القدم.إي يو (الإنجليزية)